# 王永平 (居士)
王永平（1925年11月2日—2006年3月6日），男，江苏海安人，中国佛教居士，上海佛教界人士，其一生为上海佛教界做出诸多贡献。

## 生平
王永平的母亲是一位佛教徒，所以其自幼受到佛法熏陶。16岁时阅读圆瑛法师著作及《印光法师文钞》，在1943年至1946年里，王永平居士在上海佛学院学习佛法，随后在上海玉佛寺内的弘一图书馆工作。1949年后，就读于上海立信会计学校。1954年，参与了上海佛教协会的筹备，在上海市佛教协会担任秘书和办公室副主任。
1966年文革开始，上海市佛教协会停止活动，上海佛学书局的书籍文物被红卫兵全部烧毁。王永平被下放参加劳动生产，到上海印花品工厂做工人。
中共十一届三中全会后，宗教政策落实，并大力推广普及宗教，王永平居士重新回到上海佛教界。1982年起，王永平居士担任上海龙华寺寺务处领导职务，协助明旸法师管理龙华寺的寺务。王永平的工作作风、身体力行的学佛精神，在上海佛教界有着较高的威望。2004年，在上海佛教居士林第五次代表大会上，被推选为上海佛教居士林林长。
2006年3月6日21点47分，因病情恶化，医治无效，在上海华山医院逝世，享年八十二岁。

## 社会兼职
- 中国佛教协会常务理事
- 上海佛教协会副会长
- 上海佛教居士林林长
- 上海市徐汇区政协常委
- 上海龙华寺终身顾问